# Sylvestre Auniac
Sylvestre Auniac est un sculpteur français né le 8 avril 1889 à Saint-Pargoire (Hérault) et mort à Suresnes le 14 août 1928.

## Biographie
Sculpteur, patron de la maison Sylvestre Auniac, sculpture artistique et industrielle à Cannes.

## Œuvres dans les collections publiques[2]
- Tombe de la famille Satias, Paris, Cimetière du Père-Lachaise, 94e division, 1919 ;
- Monument aux morts de Lorgues, Var, inauguré en 1921 ;
- Monument aux morts de Le Rouret, Alpes-Maritimes, inauguré en 1921 ;
- Socle du groupe en bronze de Arthur Le Duc Course libre à Rome, ou La Reprise du vainqueur, 1927, du square Prosper Mérimée à Cannes ;
- Monument aux morts de Puget-sur-Argens, Var ;
- Monument aux morts de Biot, Alpes-Maritimes ;
- Maison de villégiature (villa balnéaire) dite La Nartelle, puis Françoise, actuellement Fontanellato, à Sainte-Maxime, la Nartelle-nord, 4 avenue de la Nartelle, Var. La villa a été réalisée en 1926 par les architectes Henri Bret et Henri Draperi pour monsieur Yvan Misson, ancien consul général de Belgique. Marbres : maison Silvestre Auniac, sculpture artistique et industrielle (Cannes).